# Albion (falu, New York)
Albion település az Amerikai Egyesült Államok New York államában, Orleans megyében, melynek megyeszékhelye is. Lakosainak száma 5637 fő (2020. április 1.).

## Népesség
A település népességének változása:

| 2010 | 6 056 |
| 2020 | 5 637 |